# Хрбине (Шипово)
Хрбине су насељено мјесто у општини Шипово, Република Српска, БиХ. Према попису становништва из 1991. у насељу је живјело 85 становника.

## Становништво
| Демографија | Демографија | Демографија |
| Година      | Становника  | Становника  |
| ----------- | ----------- | ----------- |
| 1948.       | 164         |             |
| 1953.       | 323         |             |
| 1961.       | 372         |             |
| 1971.       | 393         |             |
| 1981.       | 131         |             |
| 1991.       | 85          |             |